# Saint-Laurent-d'Agny
Saint-Laurent-d'Agny es una comuna francesa situada en el departamento de Ródano, de la región de Auvernia-Ródano-Alpes.

## Demografía
| 638 | 685 | 909 | 1 165 | 1 439 | 1 768 | 1 991 | 2 099 |
| Para los censos de 1962 a 1999 la población legal corresponde a la población sin duplicidades (Fuente: INSEE [Consultar]) |     |     |       |       |       |       |       |